# Patrinia triloba
Patrinia triloba är en kaprifolväxtart som beskrevs av Friedrich Anton Wilhelm Miquel. Patrinia triloba ingår i släktet Patrinia och familjen kaprifolväxter.

## Underarter
Arten delas in i följande underarter:
- P. t. kozushimensis
- P. t. palmata
- P. t. takeuchiana

## Bildgalleri

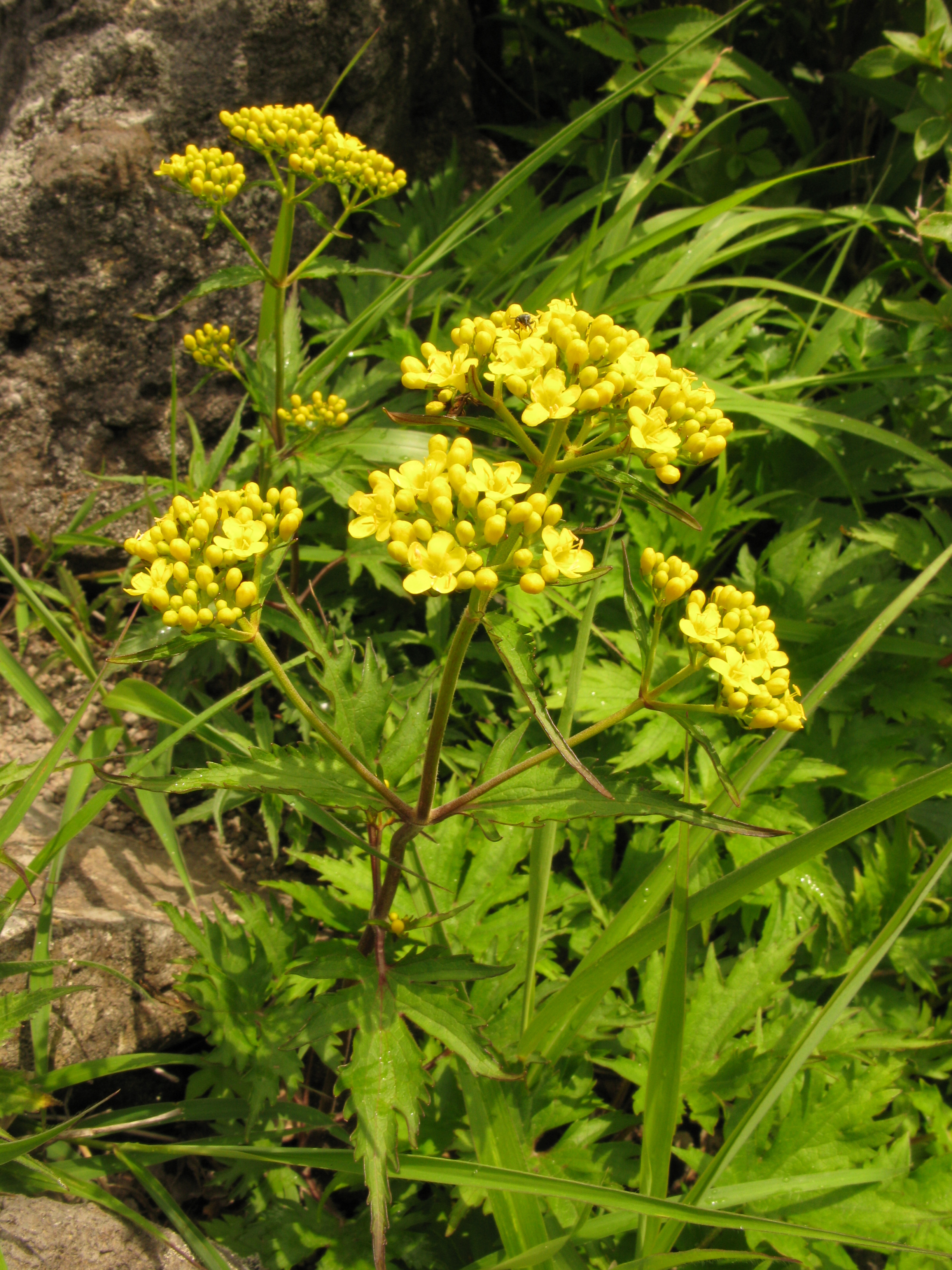
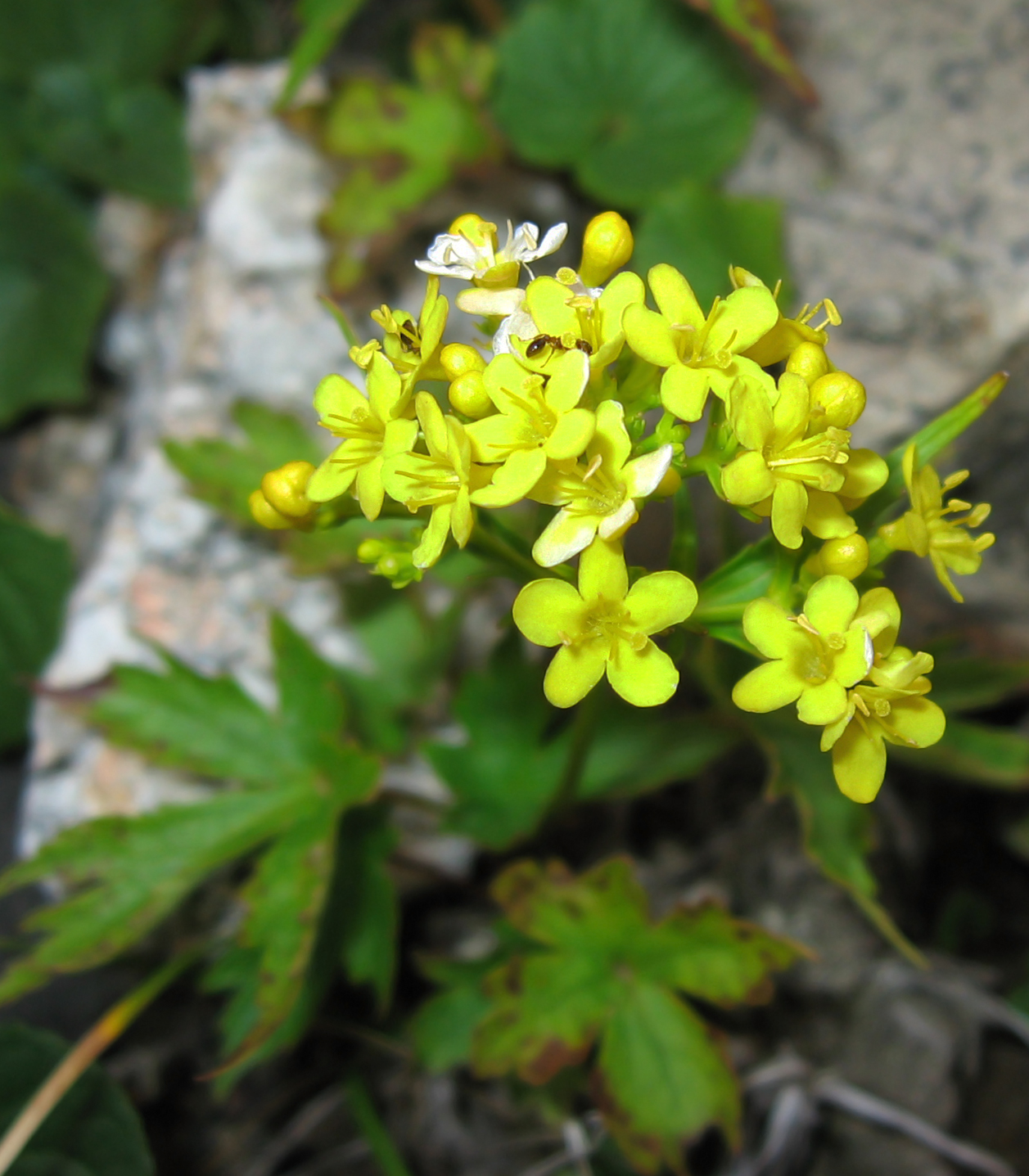
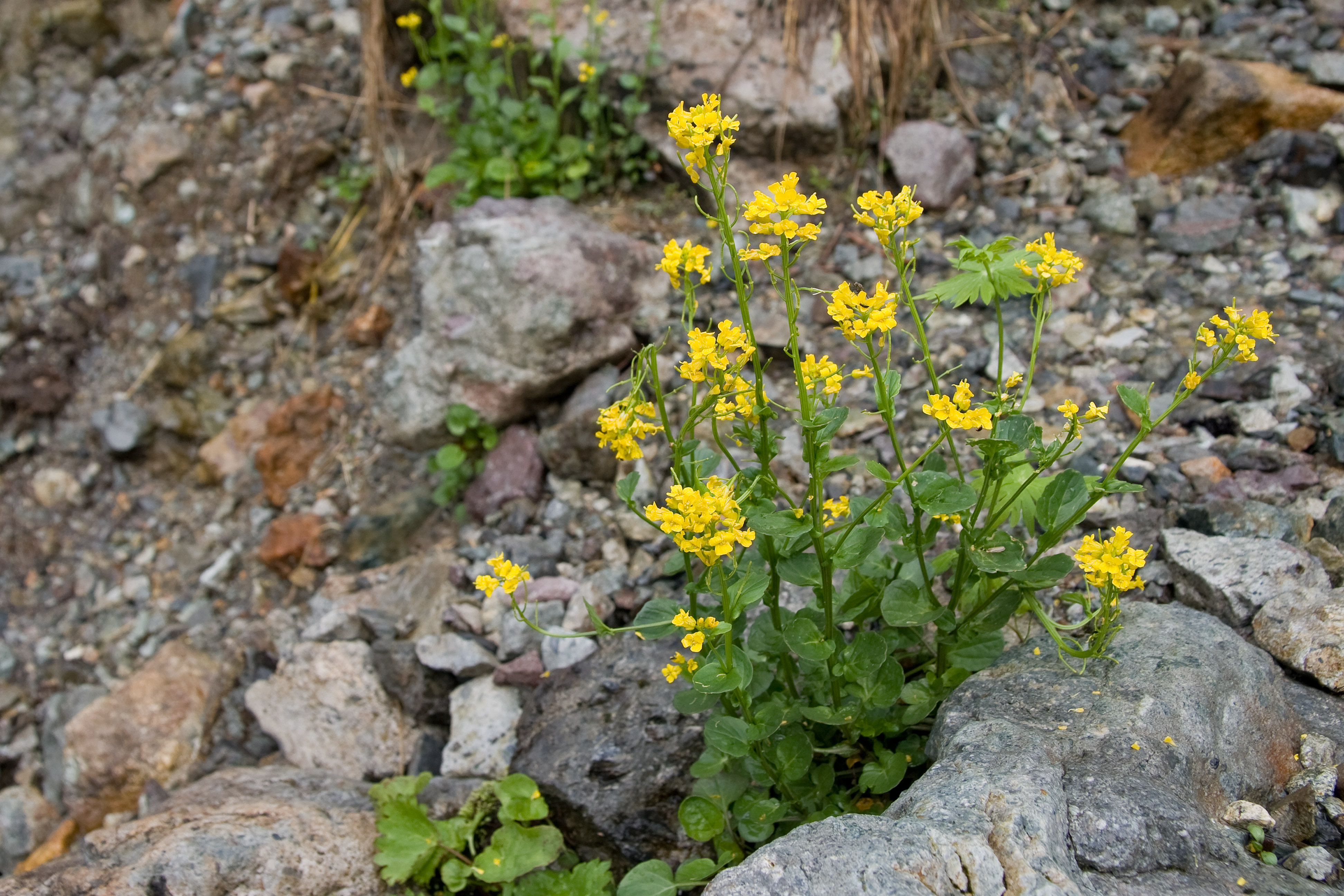
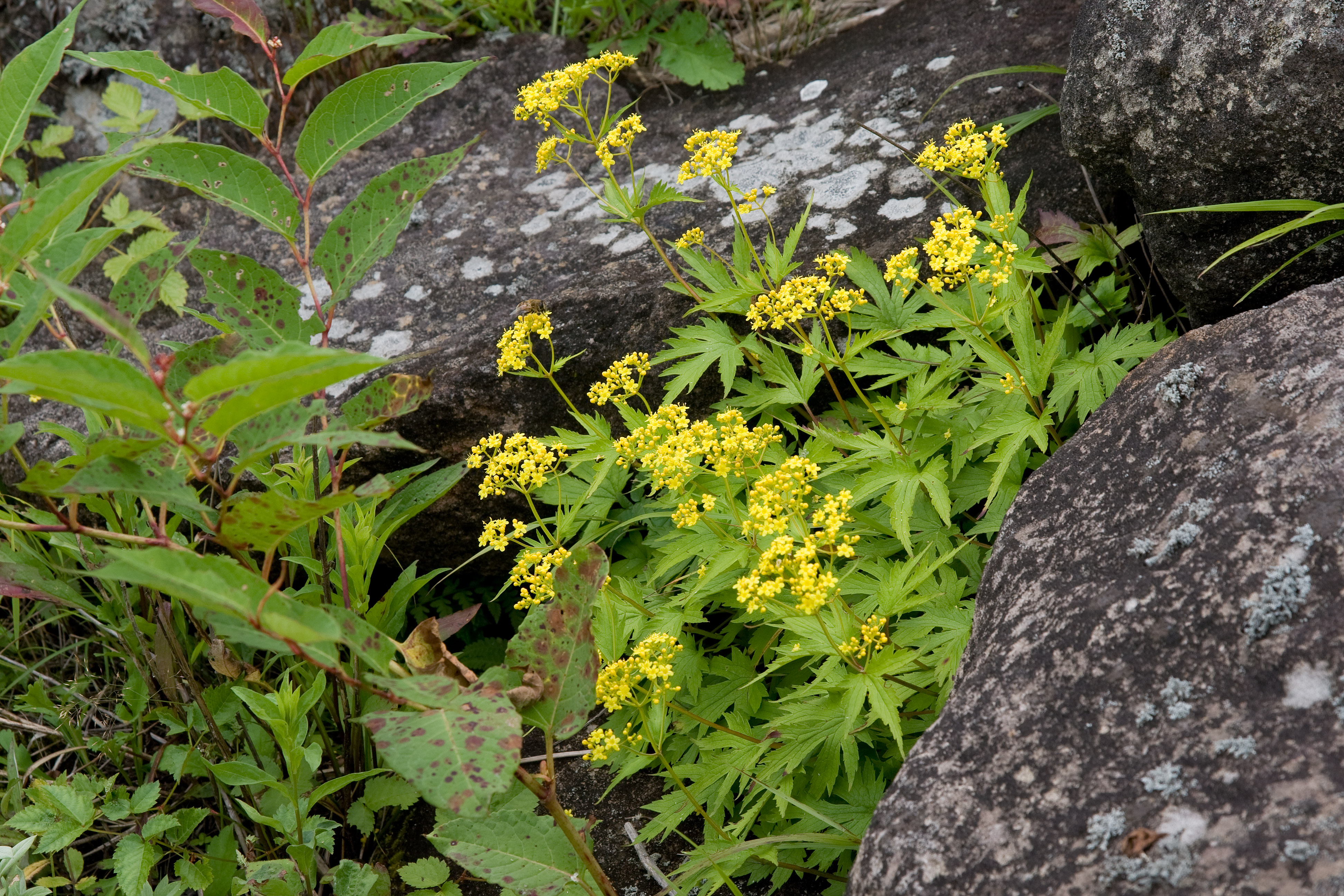
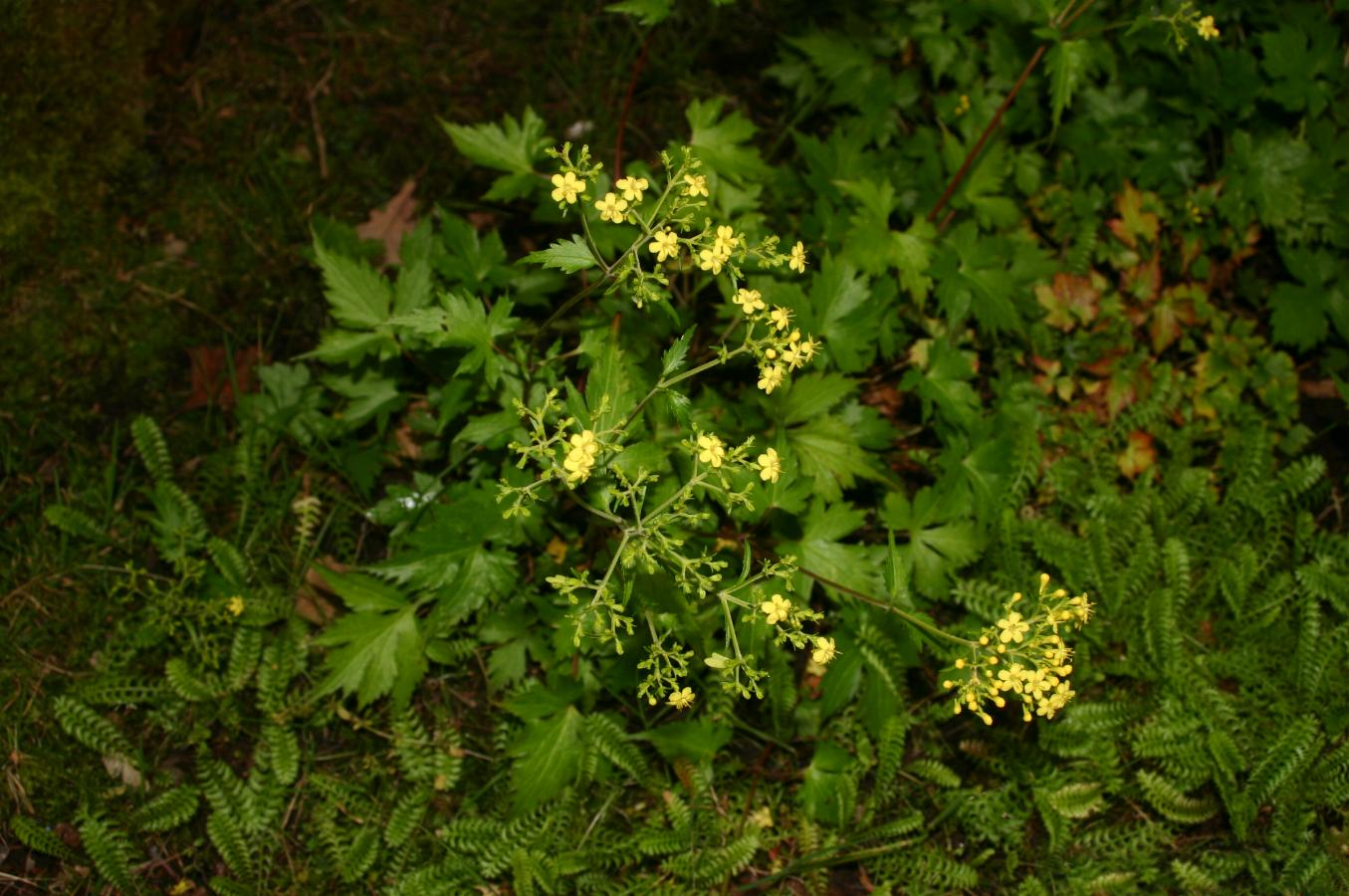